# Helios Kliniken

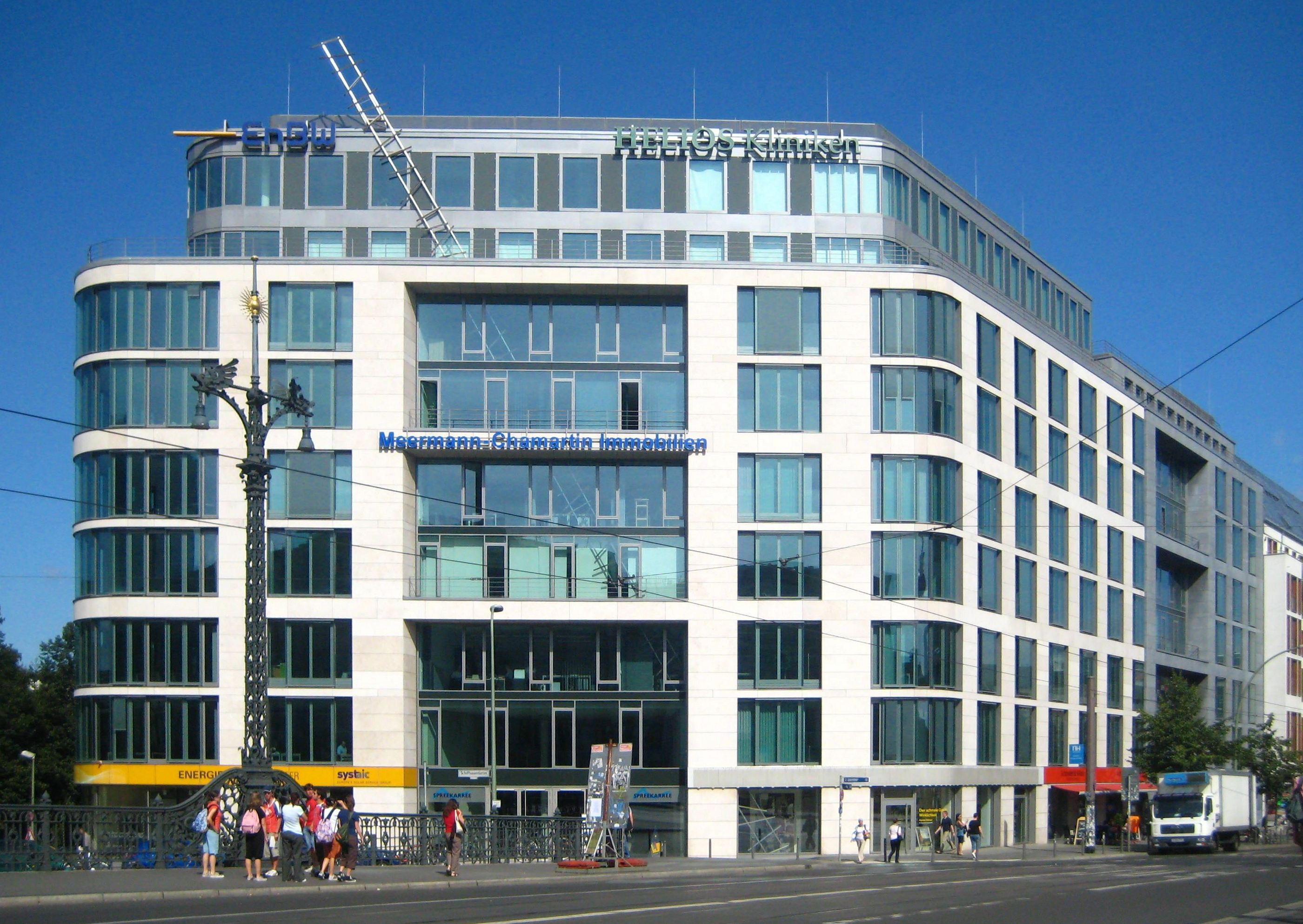
Helios-Zentrale in Berlin

Die Helios-Kliniken-Gruppe ist – gemessen an der Zahl der Mitarbeiter und am Umsatz – einer der größten Anbieter von stationärer und ambulanter Patientenversorgung in Europa. In Deutschland hat Helios 87 Kliniken, darunter sieben Krankenhäuser der Maximalversorgung in Erfurt, Berlin-Buch, Wuppertal, Schwerin, Krefeld, Wiesbaden und Duisburg. Weiterhin hat die Klinikgruppe 120 Medizinische Versorgungszentren (MVZ) und zehn Präventionszentren. Jährlich werden in Deutschland rund 5,2 Millionen Personen behandelt, davon 4 Millionen ambulant. Das Klinikunternehmen beschäftigte 2021 über 65.000 Mitarbeiter und erwirtschaftete im selben Jahr einen Umsatz von rund 6,7 Milliarden Euro.
Helios gehört zum Gesundheitskonzern Fresenius.

## Geschichte
Der Arzt Lutz Helmig legte im Jahr 1987 mit der Gründung der Hospitalgesellschaft Dr. Helmig mbH in Lauterbach (Hessen) den Grundstein für sein Klinik-Unternehmen. Im gleichen Jahr gründete Helmig zusammen mit dem Rechtsanwalt Bernard große Broermann die Asklepios-Kliniken-Gruppe, benannt nach dem griechischen Gott der Heilkunst Asklepios. Im Jahr 1994 trennte sich Helmig von der Asklepios-Kliniken-Gruppe. Er wurde Geschäftsführer der Hospitalgesellschaft Dr. Helmig GmbH, die im Jahr 1995 in Helios-Kliniken GmbH umbenannt wurde, deren Name sich aus den drei Anfangsbuchstaben Helmigs („Hel“), und den drei letzten Buchstaben von Asklepios („ios“) zusammensetzt. Er war von 1994 bis 1999 geschäftsführender Gesellschafter der 'Helios-Kliniken GmbH'. Im Jahr 2001 zog er sich aus dem operativen Geschäft zurück.
Ende 2004 zählten zum Unternehmen 25 Krankenhäuser überwiegend in Deutschland. Der Jahresumsatz überschritt 1,1 Milliarden Euro. Am 14. Oktober 2005 kündigte Fresenius SE die Übernahme der Helios-Kliniken GmbH an. Fresenius erwarb 94 % der Helios-Anteile von der Helmig-Familie zum Kaufpreis von 1,5 Milliarden Euro. Die Wittgensteiner Kliniken GmbH wurden in die Helios-Kliniken-Gruppe integriert und firmierten ab Beginn des Jahres 2008 unter dem Namen Helios. In Bad Berleburg wurde eine von fünf dieser Kliniken, die Herz-Kreislauf-Klinik, zum Jahresende 2011 geschlossen.
Am 20. März 2006 erwarb Helios die Mehrheit an der Humaine-Kliniken GmbH, einem Betreiber von sechs Kliniken mit akutmedizinischer Versorgung und Spezialrehabilitation in den Bereichen Neurologie, Onkologie und Traumatologie mit insgesamt 1850 Betten, davon 1530 im Akutbereich, und etwa 2900 Beschäftigten. Die größte dieser Kliniken ist das Vogtland-Klinikum in Plauen. Die onkologische Fachklinik in Dresden-Wachwitz wurde 2009 geschlossen, das Personal und der Versorgungsauftrag vom städtischen Krankenhaus Dresden-Friedrichstadt übernommen.
Im Dezember 2006 verlegte Helios seinen bisherigen Firmensitz von Fulda nach Berlin-Mitte an die Friedrichstraße. Seit 2008 bildet die Fresenius Helios einen eigenen Konzernbereich. Die ehemalige Zwischenebene Fresenius Proserve GmbH wurde aufgelöst.
Nachdem Fresenius 2012 vergeblich versuchte, 90 Prozent der Aktien der Rhön Klinikum AG zu erwerben, gelang es im September 2013 den Erwerb von 43 Rhön-Kliniken und 15 Rhön-MVZ für einen Kaufpreis von 3,07 Milliarden Euro zu planen, was unter dem Vorbehalt der kartellrechtlichen Freigabe sowie im Einzelfall der Zustimmung vormaliger kommunaler Träger bzw. gegenwärtiger Minderheitsgesellschafter stand. Der geplante Kauf wurde später auf 40 Krankenhäuser und 13 medizinische Versorgungszentren reduziert und nach der Abgabe von zwei ehemaligen Helios-Kliniken in der Region Leipzig, den Kliniken in Borna und Zwenkau (ohne das Geriatriezentrum) an eine Gesellschaft von Eugen Münch vom Bundeskartellamt im Februar 2014 genehmigt. Helios, bereits bisheriger Marktführer, wurde damit der mit weitem Abstand größte private Klinikkonzern in Deutschland.
Im September 2016 übernahm Fresenius Helios die spanische Klinikgruppe Quirónsalud aus Madrid. Die größte Klinikgruppe Spaniens betreibt 43 Krankenhäuser, 39 ambulante Gesundheitszentren und rund 300 Einrichtungen für betriebliches Gesundheitsmanagement. Sie hat über 35.000 Mitarbeiter und etwa 2,5 Milliarden Euro Umsatz. Fresenius zahlte rund 5,76 Milliarden Euro für die Übernahme.
Am 1. Juli 2018 hat Fresenius Helios 38 Gesundheitseinrichtungen und 13 Service-Gesellschaften in Deutschland mit Schwerpunkt auf stationärer Rehabilitation und Pflege an Fresenius Vamed abgegeben.

## Kritiken

### Kritik des Lohndumpings
In der Vergangenheit geriet die Helios-Kliniken GmbH öfter unter Kritik seitens diverser Arbeitnehmerverbände und Gewerkschaften. Im Mittelpunkt standen dabei die Klinikstandorte Schramberg und Rottweil, Müllheim, Berlin-Buch und Berlin-Zehlendorf. Die Vereinte Dienstleistungsgewerkschaft (Ver.di) warf den Helios-Kliniken GmbH in ihrer Pressemitteilung vom 26. Februar 2006 vor:

„Hunderte von Arbeitsverhältnissen wurden bundesweit auf konzerneigene Tochterunternehmen übergeleitet, meist in Bereichen, in denen am Markt schlechtere Lohnbedingungen vorherrschen oder gingen ganz verloren. Die Tochterunternehmen müssen sich um Aufträge aus dem eigenen Konzern in Konkurrenz zu fremden Firmen bewerben. Mitarbeiter/innen, die vorher viele Jahre im öffentlichen Dienst beschäftigt waren, müssen in diesen Firmen Gehaltseinbußen von bis zu 35 Prozent hinnehmen.“

### Mutmaßlicher Abrechnungsbetrug
Ermittlungen der Staatsanwaltschaft Berlin im Jahr 2011 wegen mutmaßlichen Abrechnungsbetruges zum Nachteil der Kassenärztlichen Vereinigung Berlin gegen die Helios-Kliniken GmbH. wurden wegen fehlender Beweise eingestellt. Gleiches trifft auch auf die im Nachgang zu einer Recherchesendung vom Team Wallraff (im TV ausgestrahlt am 11. Januar 2016) zu, die teils chaotische Zustände, schlechte Hygienezustände und die Verwendung von billigem unzulänglichem Arbeitsmaterial insbesondere in Kliniken von Helios dokumentierte. Die Zielstellung laut Webseite des Unternehmens „Jede einzelne HELIOS Klinik agiert als wirtschaftliche Einheit mit einer klar definierten EBIT-Entwicklung von zwei Prozent nach dem ersten vollen Jahr der Unternehmenszugehörigkeit bis hin zu 12–15 Prozent Ziel-EBIT nach sechs Jahren.“ Pfleger und Ärzte seien chronisch überlastet und frustriert. (Siehe auch: Helios Klinikum Berlin-Buch und Helios Dr. Horst Schmidt Kliniken Wiesbaden.)

### Hygienemängel
Nachdem Helios im Januar 2014 die Mehrheit der Anteile an der gesamten Amperklinikum AG einschließlich des Hauses für geriatrische Rehabilitation in Markt Indersdorf übernommen hatte, kam es auch hier zu Beschwerden von Patienten und Angestellten wegen schlechter hygienischer Bedingungen, fachfremdem Arbeiten (Pflegekräfte werden zum Putzen eingesetzt) und einer allgemeinen Überlastung der Angestellten.

### Personalmangel
Von verschiedenen Ärzten wird den Helios-Kliniken vorgeworfen, dass Personal auf Kosten von Menschenleben eingespart wird. Zum Teil müssten Notfälle abgelehnt werden, weil kein Personal vorhanden sei. Trotzdem ist geplant, bis zu zehn Prozent der Arztstellen im Konzern abzubauen. Obwohl der Gewinn von 2019 auf 2020 um 43 Prozent gesteigert werden konnte, wird durch die geplanten Kündigungen den Anteilseignern eine noch höhere Dividende in Aussicht gestellt.

### Subventionsbetrug im Rahmen der Covid-19-Pandemie
Seit Juni 2021 intensivieren sich Vorwürfe rund um die Intensivbetten-Förderung unter dem Titel „Divi-Gate“. Demnach ist Betrugsverdacht in Krankenhäusern weiter unaufgeklärt.
"In der Pandemie hat die Politik die Krankenhäuser mit Milliarden Euro subventioniert. 10,2 Milliarden Euro flossen an sogenannten Ausgleichszahlungen, 686 Millionen Euro für neue Intensivbetten. Doch bis heute ist nicht geklärt, ob zu Recht. Der Bundesrechnungshof legte im Juni sogar einen Bericht vor, in dem er den Betrugsverdacht nährte. Divi-Gate – so wird der Verdacht seither genannt. Die Aufklärung kommt nicht voran.
- Der Bundesrechnungshof hegt den Verdacht, dass Krankenhäuser und Kliniken mit falschen Angaben Subventionen kassiert haben – Experten zufolge hat es ihnen der Staat dabei zu leicht gemacht.
- Der erste Betrugsverdacht lautet, dass die Einrichtungen bei der Angabe der Bettenknappheit übertrieben haben, um Ausgleichszahlungen zu erhalten.
- Der zweite Betrugsverdacht bezieht sich auf die Intensivbetten-Förderung – möglicherweise haben die Einrichtungen Gelder für Intensivbetten kassiert, die sie gar nicht hatten.

Vor allem die Helios-Kliniken stechen hervor: Fast 170 Millionen Euro flossen in der Pandemie in die 20 Krankenhäuser des Konzerns in Mitteldeutschland, allein 31 Millionen Euro ins Helios-Klinikum Erfurt. Aber auch das Park-Klinikum in Leipzig und die Krankenhäuser in Mansfeld-Südharz erhielten laut Bundesgesundheitsministerium zweistellige Millionenbeträge."

### Helios-Gründer löst Kontroverse aus
Im Spiegel-Beitrag Die Klinik-Controller wurde 2014 beschrieben, wie Helios-Gründer Helmig auf die Kritik und Klagen in Bezug auf die Arbeitsbedingungen und Sparmaßnahmen im Gesundheitskonzern Helios reagierte. Helmig hätte sich mit einer gewissen Geringschätzung gegenüber den Klagen geäußert und machte sich über die Kritik lustig: Man solle einfach in ein Krankenhaus gehen, um die Situation selbst zu sehen. Er wies darauf hin, dass im „Schwesternzimmer“ ein Schild mit der Aufschrift ‚Übergabe‘ hänge, und behauptete, wenn man die Tür öffne, könne man sehen, wie die Krankenschwestern Kaffee „saufen“ würden.
Der Pflegeverband DBFK meldete sich zum umstrittenen Zitat Helmigs über Krankenschwestern zu Wort: Anja Kistler, Geschäftsführerin des DBfK Nordost, bezeichnete Helmigs Äußerungen als absurd und unnötig: „Zu jeder Besprechung in Managerrunden oder Arbeitsgruppen steht die Tasse Kaffee bereit. Pflegende sind die Manager der Station, die als wichtige Organisationseinheit jeder Klinik gesehen werden muss.“ Die Übertragung von Informationen und die Prozesskoordination in der Patientenversorgung wäre essenziell, weshalb die Übergabe zwischen Schichten notwendig sei. Allerdings würde diese durch neue Arbeitszeitmodelle erschwert, und qualitätssichernde Konzepte wie die Übergabe am Bett seien oft nicht mehr realisierbar. „Die Tasse Kaffee sollte daher eher vom Unternehmen zur Verfügung gestellt und finanziert werden, wie das für Meetings in der Wirtschaft normal ist“, so Kistler.

## Klinikstandorte in Deutschland
Stand: Frühjahr 2021

### Baden-Württemberg

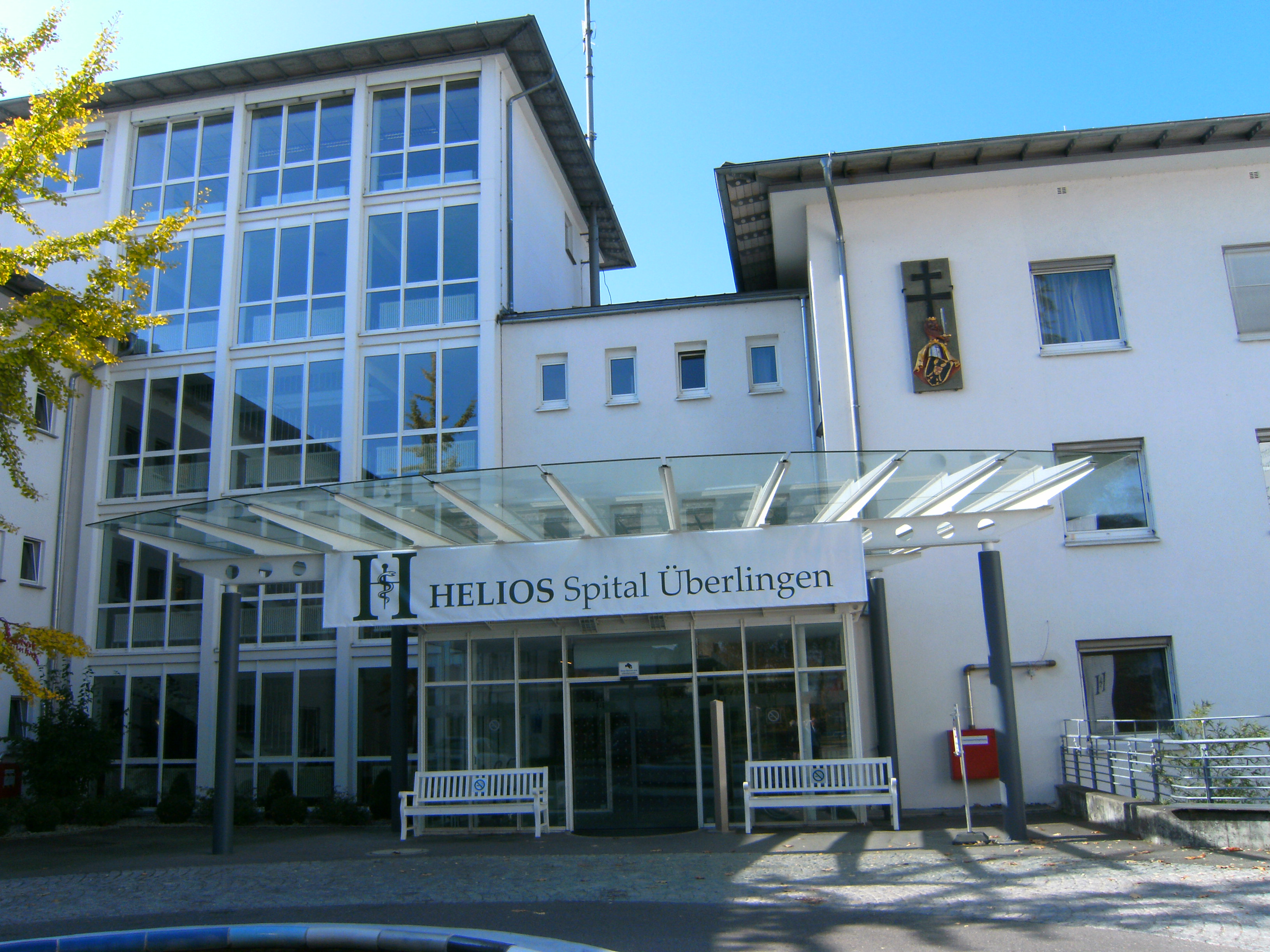
Helios-Spital Überlingen, Eingang

- Helios Rosmann Klinik Breisach 48° 2′ N, 7° 35′ O
- Klinik für Herzchirurgie Karlsruhe
- Helios Klinik Müllheim im Markgräflerland 47° 49′ N, 7° 38′ O
- Helios Klinikum Pforzheim
- Helios Klinik Rottweil
- Helios Klinik Titisee-Neustadt 47° 56′ N, 8° 11′ O
- Helios Spital Überlingen 47° 46′ N, 9° 9′ O

### Bayern

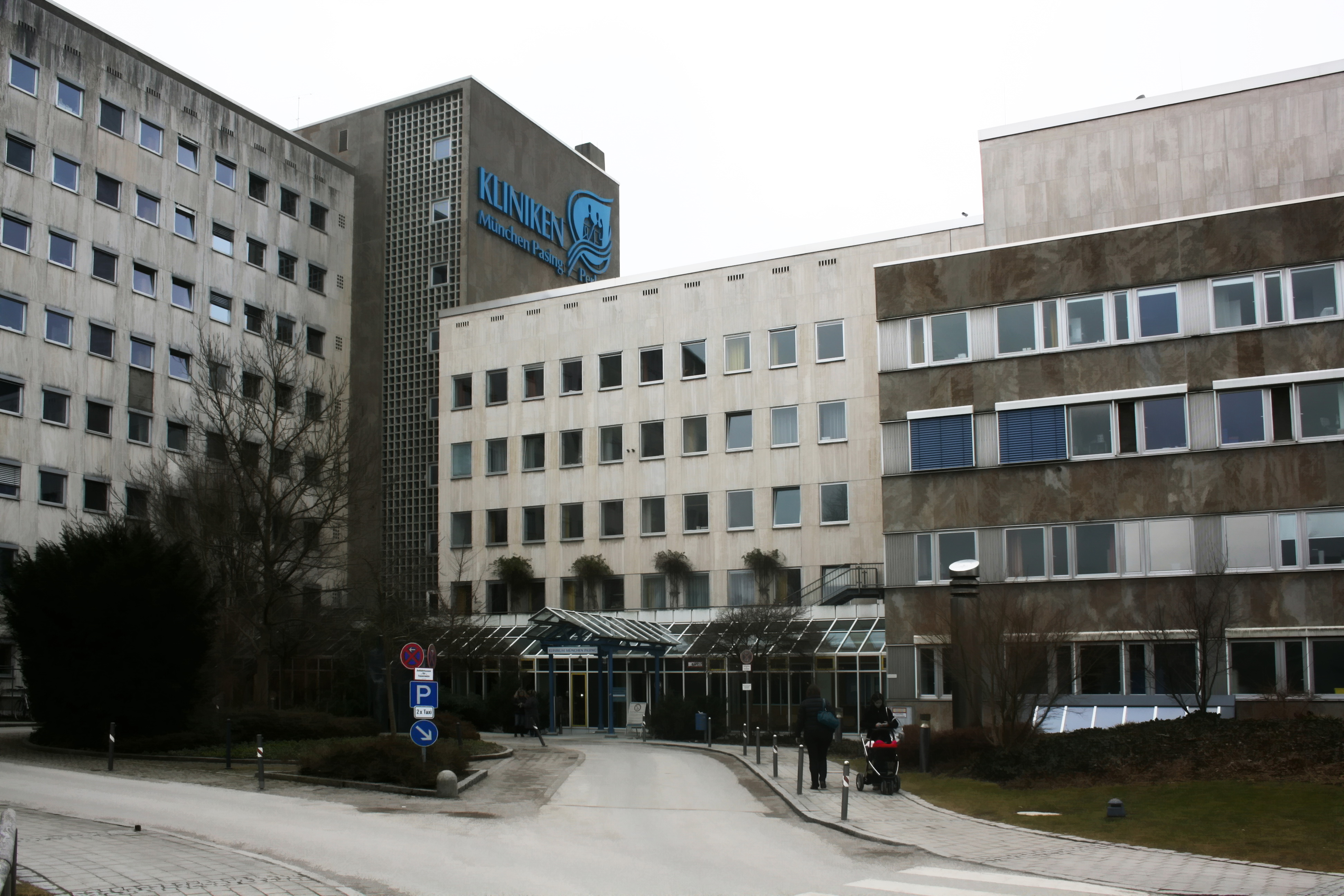
Klinikum München-Pasing

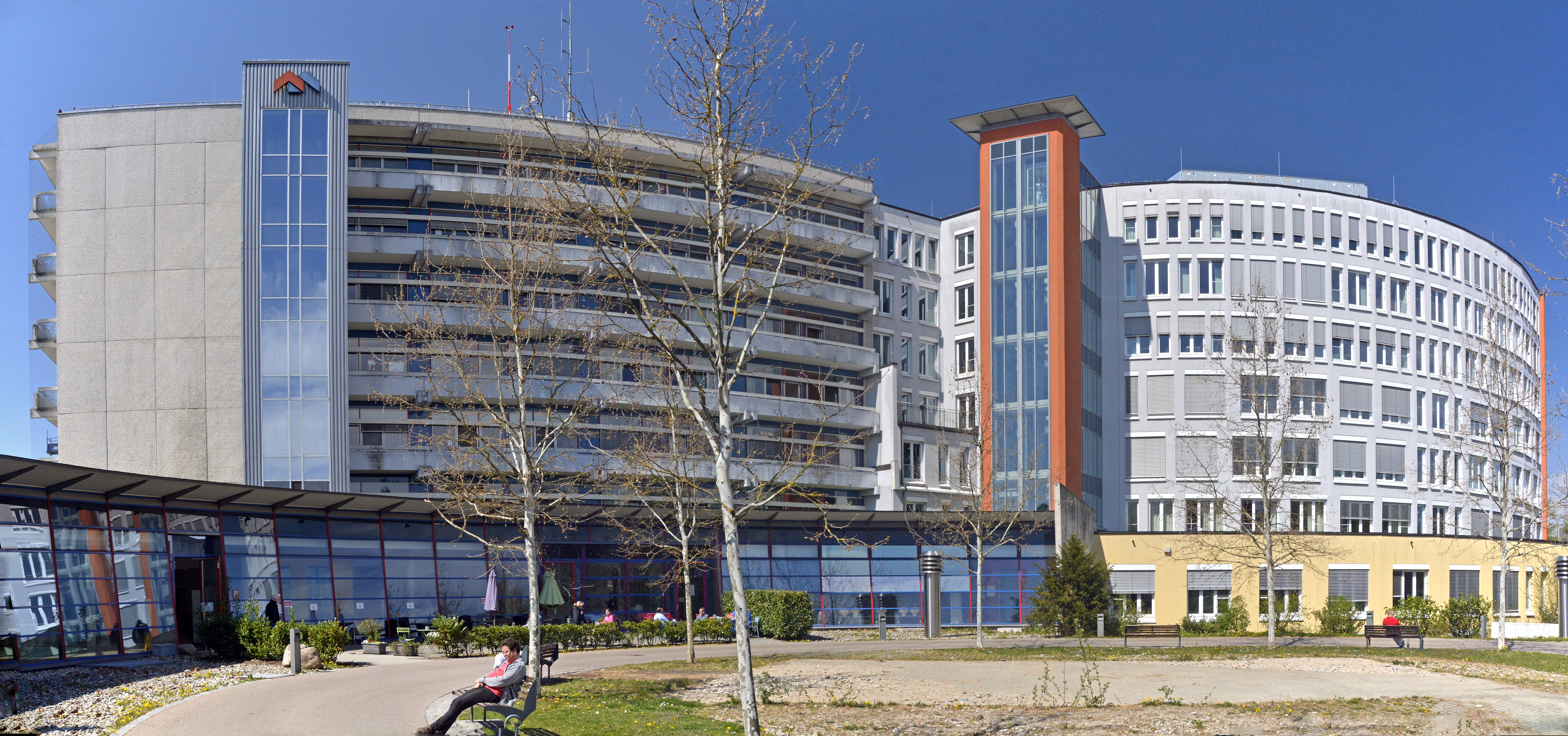
Klinikum Dachau

- Helios Klinik Am Stiftsberg, Bad Grönenbach 47° 52′ 18,1″ N, 10° 13′ 22,6″ O
- Helios St. Elisabeth-Krankenhaus Bad Kissingen
- Helios Amper Klinikum Dachau
- Helios Klinik Miltenberg
- Helios Klinik Erlenbach am Main
- Helios Frankenwaldklinik Kronach
- Helios Amper-Klinik Markt Indersdorf
- Helios Klinikum München West
- Helios Klinik München Perlach
- Helios Klinik Volkach (1997 bis 2022) 49° 51′ 56,6″ N, 10° 13′ 48,5″ O

### Berlin
- Helios Klinikum Berlin-Buch

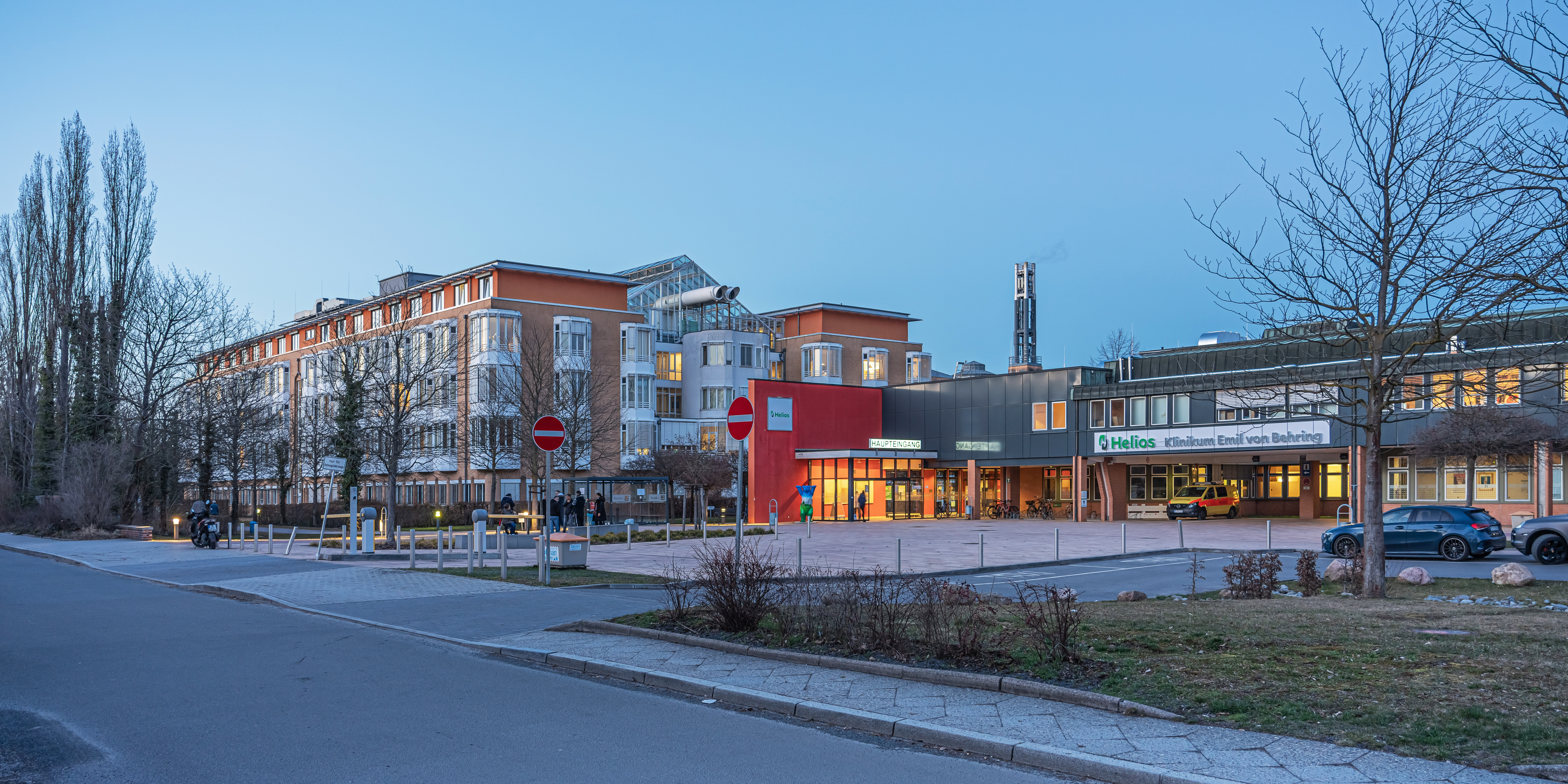
Helios Klinikum Emil von Behring

- Helios Klinikum Emil von Behring in Berlin-Zehlendorf 52° 25′ 18″ N, 13° 15′ 11,6″ O[24]

### Brandenburg
- Helios Klinikum Bad Saarow

### Hamburg
- Helios Mariahilf Klinik Hamburg
- Helios Endo-Klinik Hamburg

### Hessen
- Helios Klinik Oberwald Grebenhain
- Helios St. Elisabeth Klinik Hünfeld
- Helios Klinik Idstein
- Helios Aukamm-Klinik Wiesbaden
- DKD Helios Klinik Wiesbaden
- Helios Dr. Horst Schmidt Kliniken Wiesbaden
- Helios Kliniken Kassel in Kassel-Wehlheiden und Kaufungen[25]

### Mecklenburg-Vorpommern
- Helios Kliniken Schwerin

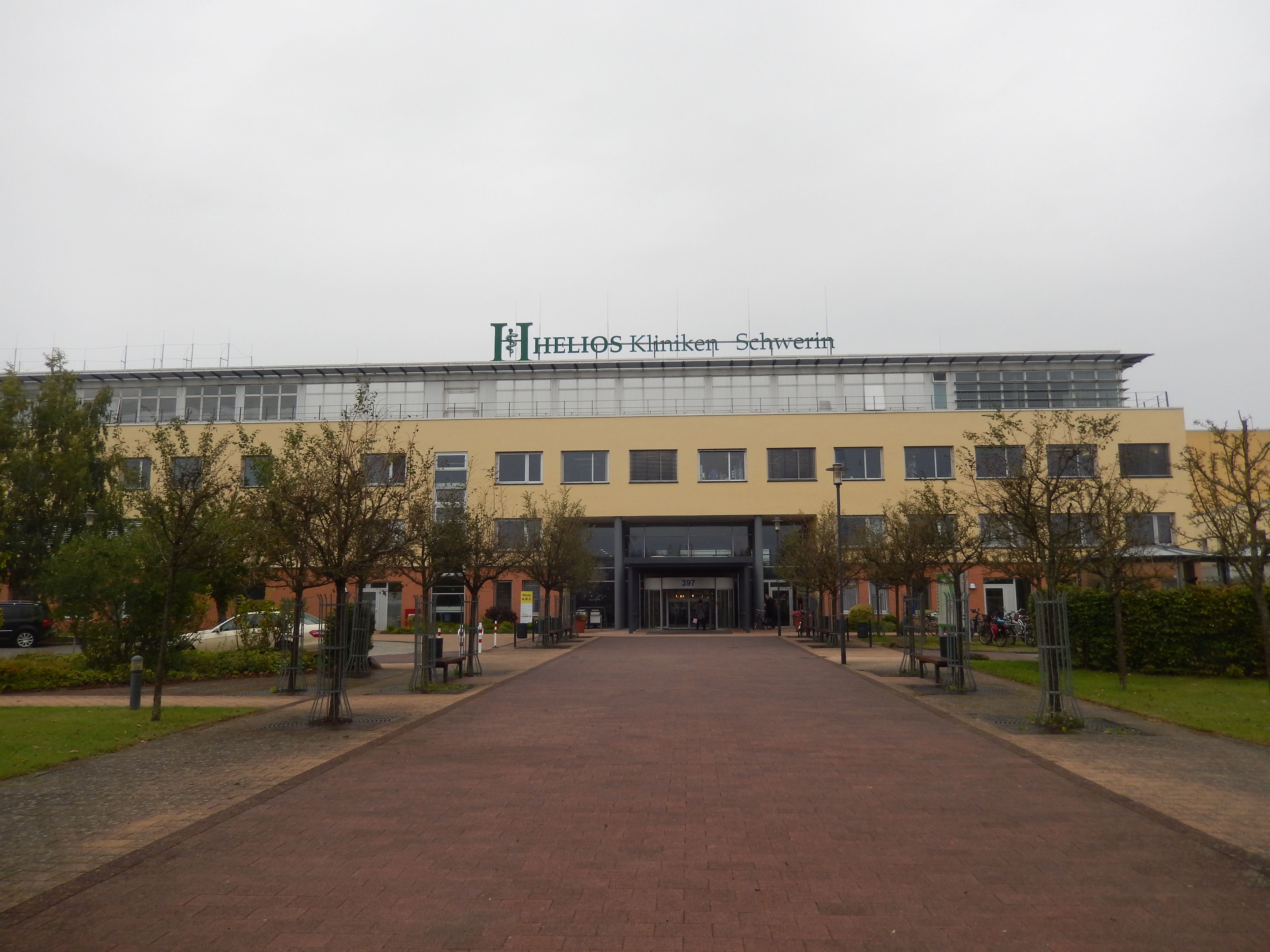
Helios Kliniken Schwerin

- Helios Klinik Leezen (Rehaklinik in Kooperation mit KH Schwerin)
- Helios Hanseklinikum Stralsund (Krankenhaus West, Krankenhaus am Sund)

### Niedersachsen
- Helios Klinik Bad Gandersheim
- Helios Seehospital Sahlenburg in Cuxhaven
- Helios Klinik Cuxhaven
- Helios Klinik Wesermarsch in Nordenham
- Helios Klinikum Gifhorn
- Helios Klinik Herzberg/Osterode, Herzberg, Akademisches Lehrkrankenhaus der Georg-August-Universität Göttingen
- Helios St. Marienberg Klinik Helmstedt
- Helios Klinikum Hildesheim
- Helios Kliniken Mittelweser (Klinik Nienburg/Weser und Klinik Stolzenau)
- Helios Klinikum Uelzen
- Helios Klinik Wittingen
- Helios Albert-Schweitzer-Klinik Northeim

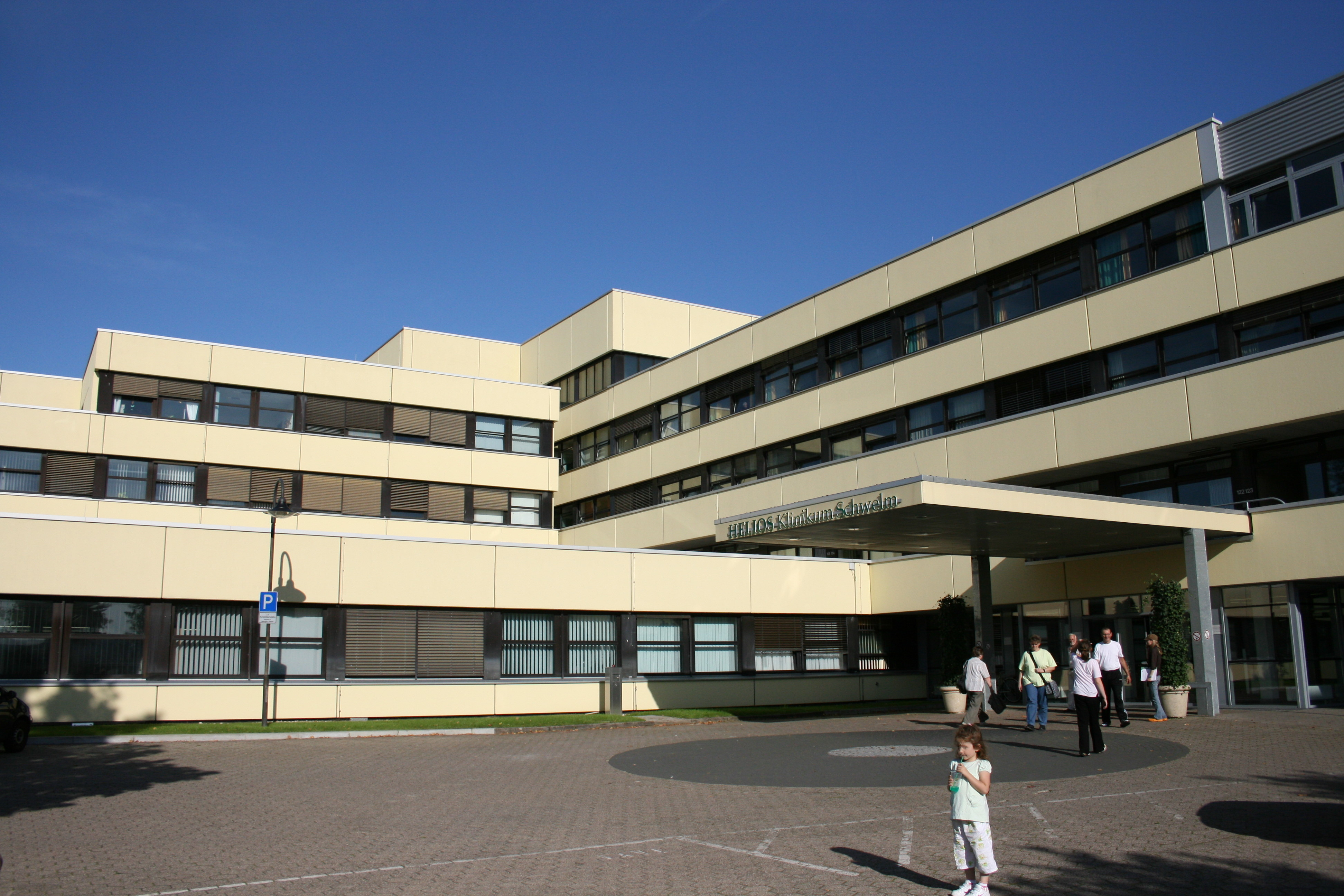
Helios Klinikum Schwelm

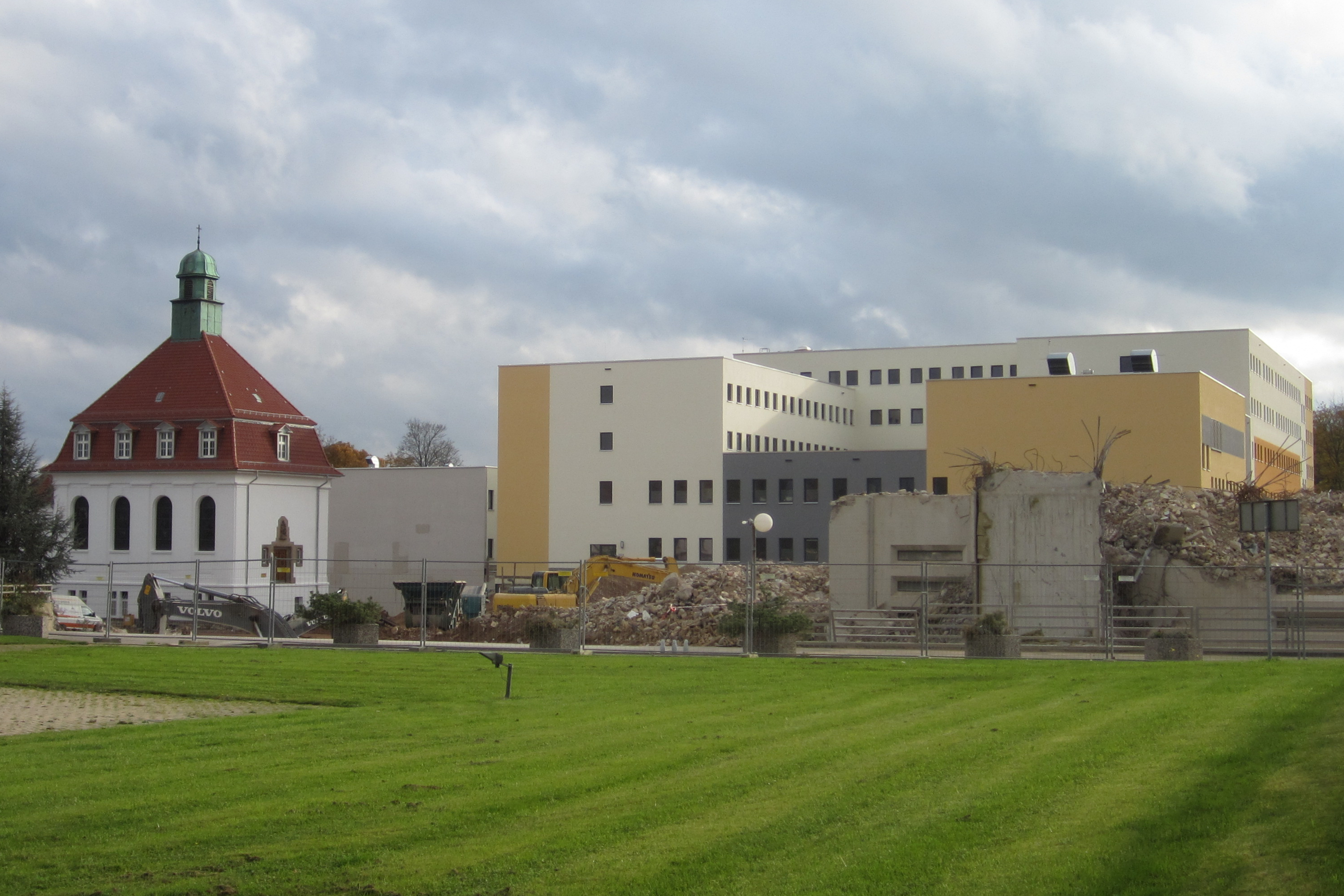
Helios Klinikum Warburg

- Helios Klinikum Salzgitter
- Helios Lungenklinik Diekholzen

### Nordrhein-Westfalen
- Helios Klinik Attendorn / Kreis Olpe[26]
- Helios-Klinikum Bonn/Rhein-Sieg
- St. Josefs-Hospital Bochum-Linden (seit 2022: VALEARA Bochum, Zentrum für Seelische Gesundheit)
- Helios St. Anna Klinik Duisburg
- Helios St. Johannes Klinik Duisburg
- Helios Klinik Duisburg-Homberg (früher: Malteser Krankenhaus St. Johannes-Stift)
- Helios Marien Klinik Duisburg in Duisburg/Hochfeld
- Helios Klinikum Krefeld
- Helios Cäcilien-Hospital Hüls, Krefeld
- Helios St. Josefshospital Uerdingen, Krefeld
- Helios Klinik Lengerich, Lengerich, Tecklenburger Land
- Helios St. Elisabeth Klinik Oberhausen
- Helios Klinikum Schwelm
- Helios Klinikum Siegburg
- Helios Klinikum Niederberg, Velbert
- Helios Klinikum Warburg
- Helios Universitätsklinikum Wuppertal
- Helios Klinik Wipperfürth
- Helios MVZ Dermacenter, Witten

### Rheinland-Pfalz
- Helios Klinik Diez (2018 geschlossen)

### Sachsen
- Helios Klinikum Aue

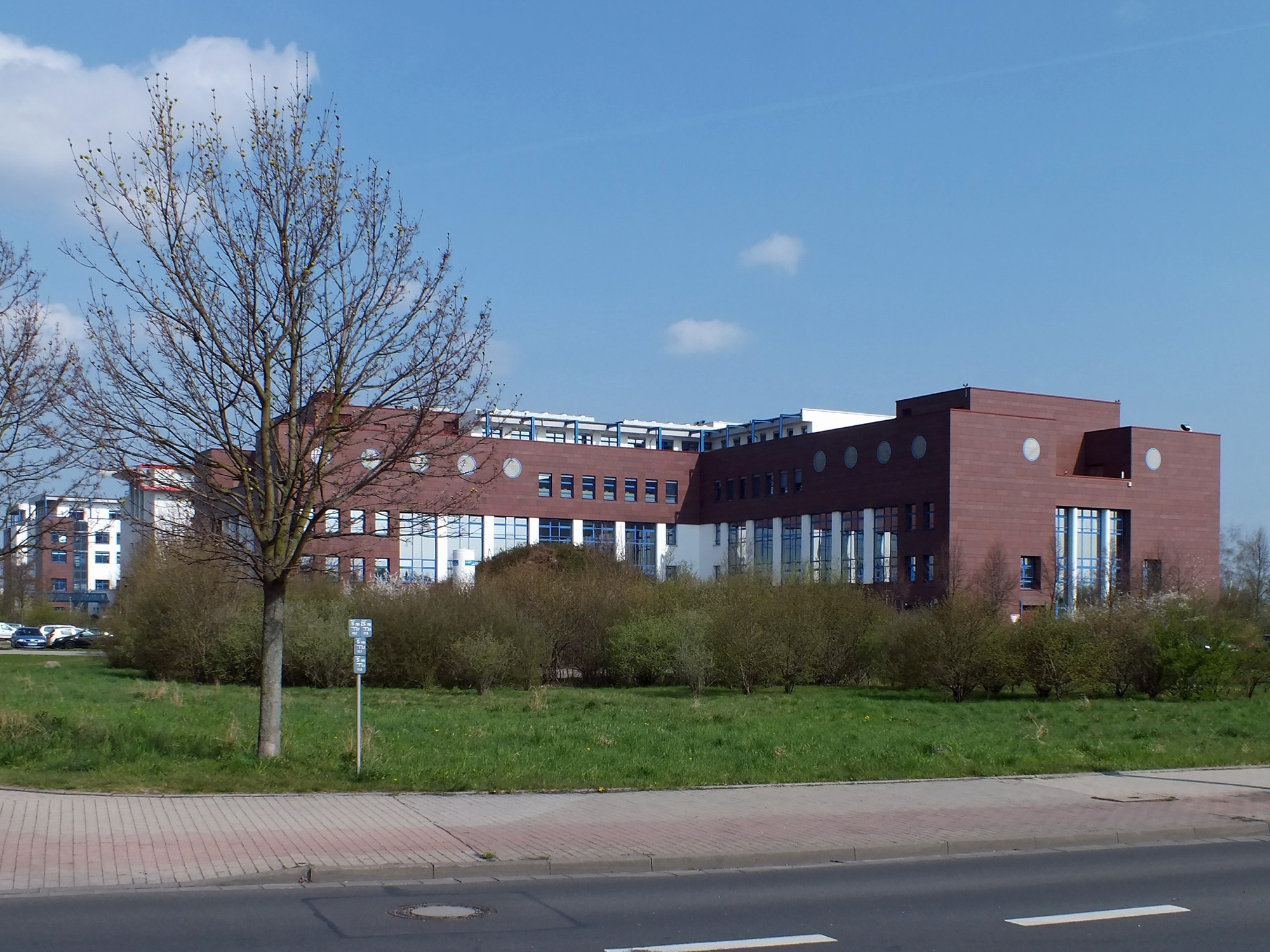
Herzzentrum Leipzig

- Helios Weißeritztal-Kliniken, Freital, (Klinik Dippoldiswalde und Klinikum Freital)
- Herzzentrum Leipzig
- Helios Park-Klinikum Leipzig
- Helios Krankenhaus Leisnig
- Helios Klinikum Pirna
- Helios Vogtland Klinikum Plauen
- Helios Klinik Schkeuditz (2025 geschlossen)[27][28]
- Helios Geriatriezentrum Zwenkau (2017 an die Sana Kliniken verkauft)[29]

### Sachsen-Anhalt
- Helios Klinik Lutherstadt Eisleben
- Helios Klinik Hettstedt
- Helios Klinik Köthen
- Helios Klinik Sangerhausen
- Helios Klinik Jerichower Land in Burg
- Helios Bördeklinik in Oschersleben (Bode)
- Helios Fachklinik Vogelsang-Gommern
- Helios Klinik Zerbst/Anhalt

### Schleswig-Holstein
- Helios Agnes Karll Krankenhaus Bad Schwartau
- Helios Klinikum Schleswig
- Helios Fachklinik Schleswig
- Helios Fachpflege Schleswig
- Helios Klinik Kiel

### Thüringen
- Helios Klinik Blankenhain
- Helios Klinik Bleicherode
- Helios Klinikum Erfurt

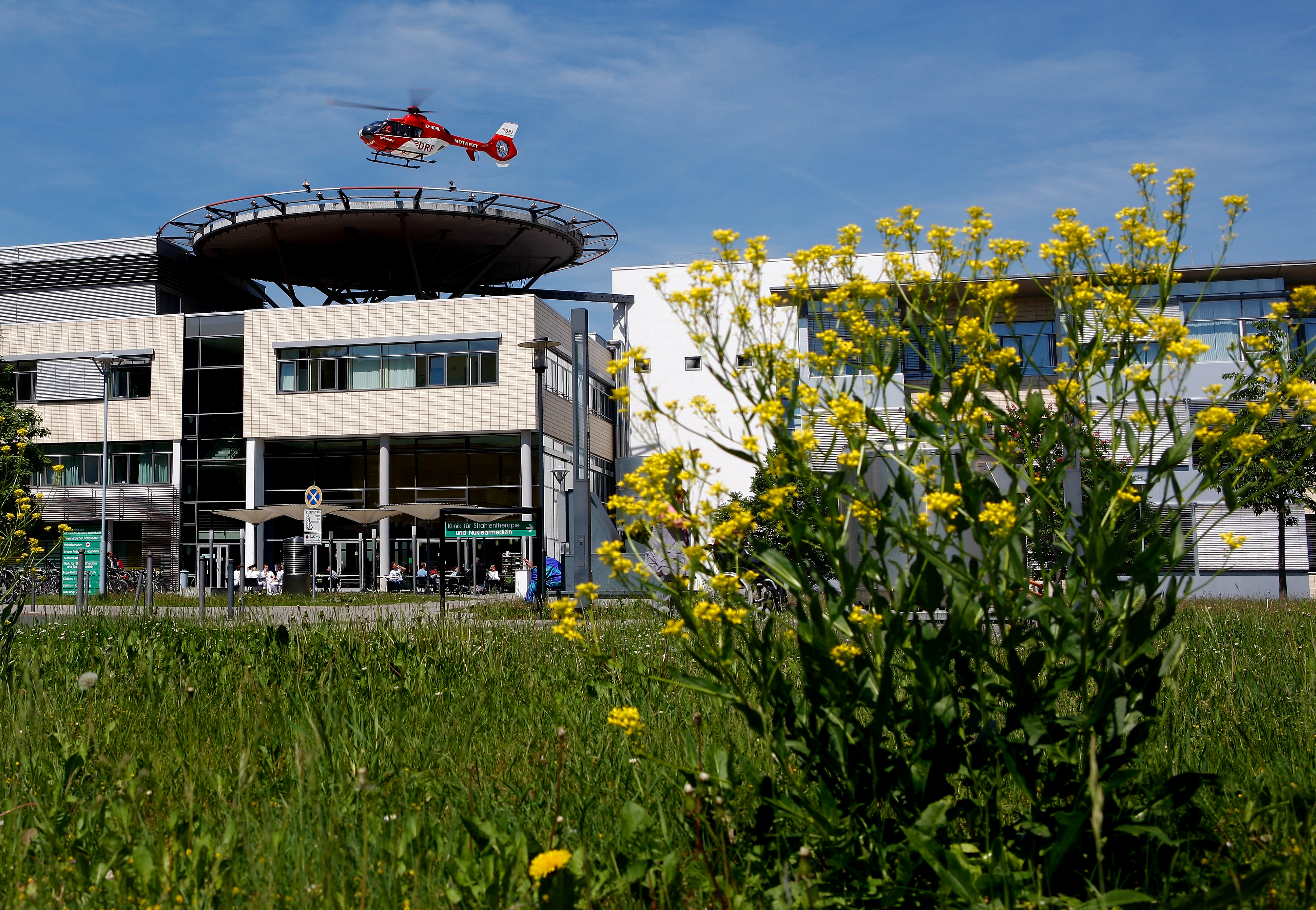
Hauptgebäude des Helios Klinikums Erfurt

- Helios Kreiskrankenhaus Gotha/Ohrdruf
- Helios Fachkliniken Hildburghausen
- Helios Klinikum Meiningen